# Campionato CONCACAF 1971
Il Campionato CONCACAF 1971  è stata la 5ª edizione di questo torneo di calcio continentale per squadre nazionali maggiori maschili organizzato dalla CONCACAF.
Il torneo si è disputato in Trinidad e Tobago dal 20 novembre al 5 dicembre 1971 nelle città di Port of Spain, San Fernando e Arima. Le sei squadre partecipanti si affrontarono in un girone all'italiana. Il trofeo fu vinto dal Messico, che bissò così il titolo conquistato sei anni prima.

## Formula
- Qualificazioni

14 membri CONCACAF: 6 posti disponibili per la fase finale. Trinidad e Tobago (come paese ospitante) e Costa Rica (come campione in carica) sono qualificati direttamente alla fase finale. Rimangono 12 squadre per quattro posti disponibili per la fase finale. Le squadre e i posti disponibili sono suddivisi in tre zone di qualificazione: Nord America (1 posto), Centro America (1 posto), Caraibi (2 posti).
Zona Nord America - 2 squadre, giocano partite di andata e ritorno, la vincente si qualifica alla fase finale.
Zona Centro America - due turni di qualificazione:
Primo turno - 4 squadre, giocano partite di andata e ritorno, le vincenti accedono al secondo turno.
Secondo turno - 2 squadre, giocano partite di andata e ritorno, la vincente si qualifica alla fase finale.
Zona Caraibi - due turni di qualificazione:
Primo turno - 6 squadre, giocano partite di sola andata, le vincenti accedono al secondo turno
Secondo turno - 3 squadre, giocano partite di sola andata, le prime due classificate si qualificano alla fase finale.
- Fase finale

Girone unico - 6 squadre: giocano partite di sola andata. La prima classificata si laurea campione CONCACAF.

## Squadre partecipanti
| Pr. | Squadra           | Data di qualificazione certa | Partecipante in quanto                                          | Partecipazioni precedenti al torneo | Ultima presenza |
| --- | ----------------- | ---------------------------- | --------------------------------------------------------------- | ----------------------------------- | --------------- |
| 1   | Trinidad e Tobago | -                            | Rappresentativa della nazione organizzatrice della fase finale  | 2 (1967, 1969)                      | Costa Rica 1969 |
| 2   | Costa Rica        | 7 dicembre 1969              | Rappresentativa della nazione detentrice del titolo             | 3 (1963, 1965, 1969)                | Costa Rica 1969 |
| 3   | Messico           | 13 ottobre 1971              | Vincente della Zona Nord America della fase di qualificazione   | 3 (1963, 1965, 1967)                | Honduras 1967   |
| 4   | Honduras          | -                            | Vincente della Zona Centro America della fase di qualificazione | 2 (1963, 1967)                      | Honduras 1967   |
| 5   | Haiti             | -                            | Vincente della Zona Caraibi della fase di qualificazione        | 2 (1965, 1967)                      | Honduras 1967   |
| 6   | Cuba              | -                            | Vincente della Zona Caraibi della fase di qualificazione        | -                                   | Esordiente      |

Nella sezione "partecipazioni precedenti al torneo", le date in grassetto indicano che la nazione ha vinto quella edizione del torneo, mentre le date in corsivo indicano la nazione ospitante.

## Stadi
| Port of Spain     | Port of Spain      | Port of Spain San Fernando Arima | San Fernando  | Arima           |
| Queen's Park Oval | King George V Park | Port of Spain San Fernando Arima | Skinner Park  | Arima Velodrome |
| Capienza: 25.000  | Capienza: N/D      | Port of Spain San Fernando Arima | Capienza: N/D | Capienza: N/D   |
|                   |                    | Port of Spain San Fernando Arima |               |                 |

## Fase finale

### Girone unico
| Arbitro: | Yardine |

|                              |           |  |
| 42’, 44’ Sáenz 55’ Estupiñán | Marcatori |  |

| San Fernando 21 novembre 1971 | Messico | 0 – 0 | Haiti | Skinner Park\| Arbitro: \| Robles \| |
| Arbitro:                      | Robles  |       |       |                                      |

| Arbitro: | Soto Paris |

|                      |           |             |
| Matamoros 36’ (rig.) | Marcatori | 25’ Douglas |

| Arbitro: | Robles |

|                                    |           |           |
| Piedra 10’ Roldán 26’ Verdecia 49’ | Marcatori | 59’ Brand |

| Port of Spain 24 novembre 1971 | Haiti   | 0 – 0 | Costa Rica | Queen’s Park Oval\| Arbitro: \| Narváez \| |
| Arbitro:                       | Narváez |       |            |                                            |

| Arbitro: | Soto Paris |

|  |           |                                  |
|  | Marcatori | 46’ Jiménez 85’ (rig.) Rodríguez |

| Arbitro: | Sainteluss |

|                       |           |               |
| Morales 10’ Sáenz 38’ | Marcatori | 45’ Hernandez |

| Arbitro: | De Gourville |

|                      |           |  |
| Rodríguez 15’ (rig.) | Marcatori |  |

| Arbitro: | León |

|         |           |                                                                           |
| Cave 7’ | Marcatori | 40’, 81’ Bayonne 43’ Sanon 44’ Domingue 51’ (aut.) Moraldo 57’ Barthelemy |

| Arbitro: | Narváez |

|                      |           |                       |
| Cave 16’ Lennard 70’ | Marcatori | 77’ Elejalde 86’ Lara |

| Arbitro: | Yardine |

|                                 |           |               |
| Bayonne 28’ Sanon 41’ Desir 44’ | Marcatori | 1’ Echeverría |

| Arbitro: | Robles |

|               |           |  |
| Rodríguez 73’ | Marcatori |  |

| Arbitro: | Soto Paris |

|                 |           |           |
| Muciño 42’, 83’ | Marcatori | 69’ Gómez |

| San Fernando 4 dicembre 1971 | Haiti | 0 – 0 | Cuba | Skinner Park\| Arbitro: \| León \| |
| Arbitro:                     | León  |       |      |                                    |

| Arbitro: | Narváez |

|                                   |           |           |
| Philips 30’ David 58’ Douglas 69’ | Marcatori | 24’ Valle |

| Pos | Squadra           | P.ti | G | V | N | P | GF | GS | DR |
| --- | ----------------- | ---- | - | - | - | - | -- | -- | -- |
| 1   | Messico           | 9    | 5 | 4 | 1 | 0 | 6  | 1  | +5 |
| 2   | Haiti             | 7    | 5 | 2 | 3 | 0 | 9  | 2  | +7 |
| 3   | Costa Rica        | 5    | 5 | 2 | 1 | 2 | 6  | 5  | +1 |
| 4   | Cuba              | 4    | 5 | 1 | 2 | 2 | 5  | 7  | -2 |
| 5   | Trinidad e Tobago | 4    | 5 | 1 | 2 | 2 | 7  | 12 | -5 |
| 6   | Honduras          | 1    | 5 | 0 | 1 | 4 | 5  | 11 | -6 |

## Statistiche

### Classifica marcatori
3 reti
- Roy Sáenz
- Pierre Bayonne
- Roberto Rodríguez

2 reti
- Emmanuel Sanon
- Octavio Muciño
- Wilfred Cave

1 rete
- Alfonso Estupiñán
- Hernán Morales
- Emilio Valle
- José Luis Elejalde
- Dagoberto Lara
- Francisco Piedra
- Andrés Roldán
- José Verdecia
- Claude Barthelemy
- Jean-Claude Desir
- Leintz Domingue
- Jorge Brand
- Anthony Douglas
- Arnulfo Echeverría
- Rigoberto Gómez
- Oscar Hernandez
- José Alfredo Jiménez
- Steve David
- Anthony Douglas
- Clibert Lennard
- Miguel Ángel Matamoros
- Aubert Philips

Autorete
- Ramon Moraldo (pro Haiti)